# Лепрекон

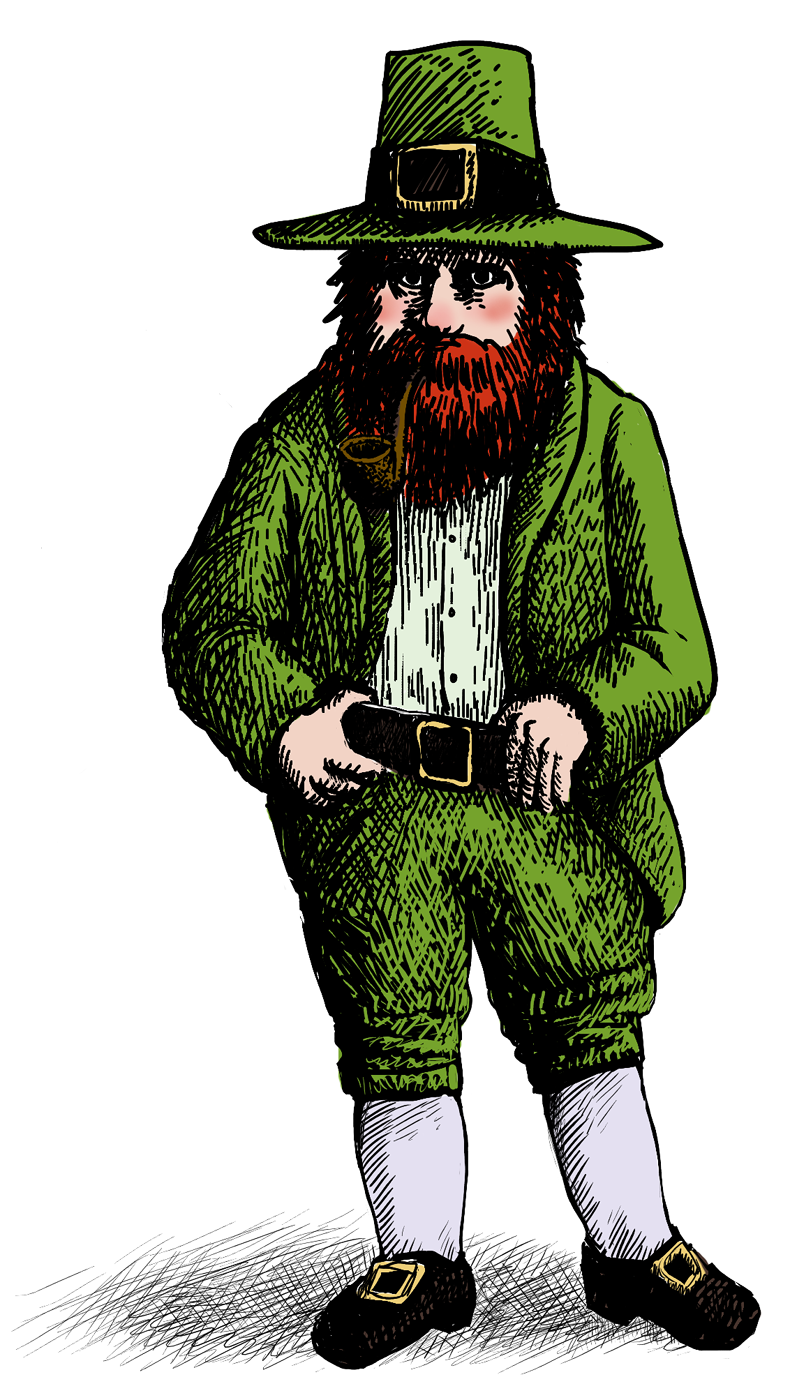
Лепрекон.

Лепреко́н (англ. leprechaun, ірл. luchorpan — «маленьке тіло») — персонажі нижчої міфології та фольклору ірландців, ельфи.

## Етимологія
Народна етимологія тлумачить ім'я лепрекон, пов'язуючи його зі словом «півчобота», до шевської теорії близька також версія про англо-ірландське leath bhrogan як «кушнір, швець».
Ще інші пов'язують походження назви з ірл. luacharma’n «карлик».

## Вірування

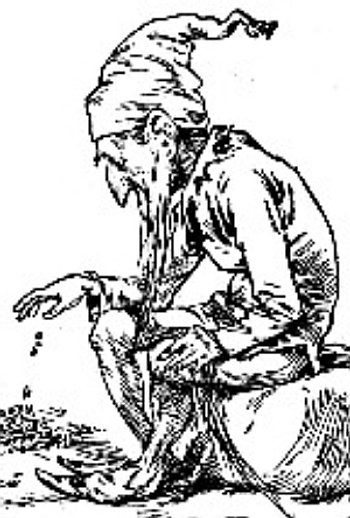
Лепрекон переглядає свої скарби.

Лепрекон традиційно уявлявся як невеликий чоловічок, часто з борідкою і капелюхом або ковпаком на голові, одягнутий у все зелене (національний ірландський колір).
Ірландці вірили, що лепрекони займаються шевським ремеслом, причому їм не стає на заваді доволі значне зловживання потіном (poitin — ірландський самогон). А взуття, що вони роблять, призначається іншим казковим істотам — феям і ельфам.
Вважалось, що в цілому лепрекони — недружній народець, як до людей, так і між собою. Зазвичай, вони верткі і хитрі.
Фольклор значно змінив вірування про лепреконів, порівняно з давніми міфологічними. Саме в пізнішу добу лепрекони набули образу капосника і вередуна, а ще охоронця давніх скарбів. Вважалось, що кожний лепрекон зберігає глечик із золотом (або грошима), які по дещиці назбирав протягом тривалого часу. Лепрекони дуже непокояться через свої скарби.
Відкрити скарби лепрекон може виключно з примусу. Спіймавши лепрекона, його слід уважно вислухати, не відводячи від нього очей і в жодному разі не випускаючи з рук.
В одній з найпопулярніших ірландських народних казок «Поле ромашок» розповідається про парубка, що на полі, всіяному ромашками, упіймав лепрекона, і той вказав хлопцю квітку, під якою закопаний глечик скарбів. Щоб упізнати ромашку, зраділий юнак пов'язав її червоною стрічкою. А коли він невдовзі повернувся з заступом, то неприємно вражений уздрів, що на полі кожна ромашка була пов'язана червоною стрічкою. Кмітливий лепрекон пошив його в дурні, так і не відкривши свого скарбу.